# Ridlington
Ridlington is een civil parish in het bestuurlijke gebied Rutland, in het Engelse graafschap Rutland met 260 inwoners.

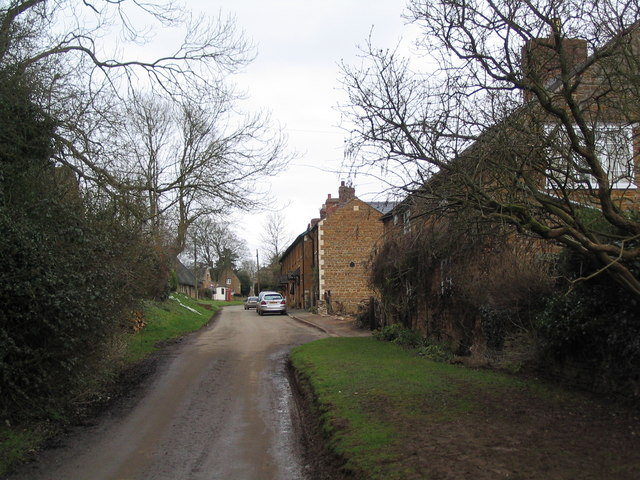